# Britadeira
Uma britadeira sendo utilizada sobre o asfalto.
A britadeira, também conhecido como martelete ou rompedor no Brasil - e ainda como martelo pneumático é uma máquina de demolição utilizada para quebrar e perfurar materiais resistentes como concreto, cimento e asfalto em atividades de construção e manutenção das construções civis. Estes equipamentos podem ser elétricos, pneumáticos ou ainda hidráulicos. A potência é fornecida em W (watts).